# Lars Erik Hornemann
Lars Erik Hornemann (født 17. maj 1957) er en dansk politiker, der fra 2007 til 2009 og igen fra 2014 til 2017 var borgmester i Svendborg Kommune, valgt for Venstre.
Hornemann er uddannet landmand fra Dalum Landbrugsskole, landbrugstekniker fra Nordisk Landboskole og merkonom fra Tietgenskolen, Odense. Han har bl.a. arbejdet som miljøtekniker i Ringe Kommune, været direktør for Ulbølle, Korn og foderstofforretning på Ulbølle Mølle (1989-1992), men blev i 1992 selvstændig landmand, da han overtog driften af fødegården i Brænderup ved Gudbjerg.
I 1993 blev han formand for Svendborg og Omegns Landboforening, og besad posten frem til 2001. Fra 1997 var han tillige formand for De fynske Landboforeninger og dermed medlem af Landbrugsraadet. Han blev valgt til kommunalbestyrelsen i Gudme Kommune i 2001 for Venstre med 801 personlige stemmer og tiltrådte som borgmester 1. Januar 2002 efter Gudme Kommunes gamle venstreborgmester Erik Ullemose valgte at stoppe i politik.
Samtidig med nyvalget i kommunerne, amterne og folketinget tiltrådte en ny borgerlig regering 27. november 2001. 
I juni 2004 fik alle kommuner besked fra indenrigsminister Lars Løkke Rasmussen om at tage stilling til deres fremtid. 
Gudmeborgmesteren valgte med sit venstre flertal på 8 af 15 mandater at nedlægge Gudme Kommune frem for at sende spørgsmålet til afstemning blandt borgerne og eller søge muligheden om samarbejde med andre større kommuner, som kommunalreformen gav mulighed for (kattelemsløsningen).
Ved kommunevalget i november 2005 blev Hornemann valgt som formand for sammenlægningsudvalget, som bestod et år, til Ny Svendborg kommune blev dannet 1. januar 2007.
Lars Erik Hornemann var borgmester i Gudme Kommune under hele reformen og ved valget til den nye storkommune, fil han 7961 personlige stemmer og brød med årtiers socialdemokratisk styre i den sydfynske hovedstad.
Kommunesammenlægningen af Svendborg kommune, Egebjerg Kommune og Gudme Kommune betød, at mere end 50 års socialdemokratisk styre på Sydfyn fik en ende, da Venstre fik flertal og borgmesterposten i 3 år.
I dag er han bosiddende i Troense.